# كريستينا سكاربك
ماريا كريستسنا جانينا سكاربك (بالبولندية: Krystyna Skarbek)‏ (1 مايو1908-15 يونيو 1951) حاصلة على رتبة الإمبراطورية البريطانية وميدالية جورج وصليب الحرب الفرنسي تُعرف أيضًا باسم كريستين غرانفيل. هي عميلة بولندية عملت مع منظمة تنفيذ العمليات الخاصة البريطانية خلال الحرب العالمية الثانية. احتُفل بها لأعمالها البطولية الجريئة في مهام الاستخبارات والحرب غير النظامية في المناطق التي احتلها النازيون من بولندا وفرنسا.
أصبحت كريستينا عميلة بريطانية قبل أشهر من تأسيس منظمة تنفيذ العمليات الخاصة في يوليو عام 1940 وكانت إحدى أكثر العميلات البريطانيات خدمةً على مدار الحرب. كان لدهائها ونجاحها أثر كبير على قرار المنظمة بتجنيد المزيد من النساء. بدأت عام 1941 باستخدام الاسم الحربي كريستين جرانفيل والذي اعتمدته قانونيًا عندما حصلت على الجنسية البريطانية في ديسمبر عام 1946.

## بدايات حياتها
ولدت سكاربك عام 1908 في وارسو، لوالدها هو الكونت جيرزي سكاربك وهو من الروم الكاثوليك ووالدتها ستيفانيا ابنة، وهي عائلة يهودية ثرية مندمجة بالمجتمع. تزوج جيرزي من ستيفانيا في ديسمبر عام 1899 واستخدم مهر زوجته (كان والدها مصرفيًا) لتسديد ديونه والاستمرار في نمط حياته المسرف.
كانت لوالدها ارتباطات معروفة مثل علاقته بفريدريك سكاربك مصلح السجون وفلودزيميرز كرشيشانوفسكي الجنرال في جيش الولايات المتحدة الموحد.
كان طفلهم الأول أندرو مشابهًا لعائلة أمه بينما الطفل الثاني كريستينا كانت تشبه عائلة والدها وأخذت عنه حبه لركوب الخيول، إذ كانت تركب الخيل منفرجة الساقين بدلًا من السرج الجانبي كما العادة بالنسبة للنساء في ذلك الوقت. أصبحت أيضًا متزلجة محترفة بعد زيارة إلى مقاطعة زاكوباني في جبال تاترا جنوبي بولندا. منذ البداية كان هناك علاقة وطيدة بين الأب وابنته والتي كانت تحتاج تشجيعًا بسيطًا لتصبح فتاةً مسترجلة.
التقت كريستينا في إسطبلات العائلة بأندرو كوريسكي والذي أحضره والده ليلعب مع كريستينا صاحبة العشر أعوام بينما يناقش هو والدها أمورًا تتعلق بالزراعة.
تركت فترة عشرينيات القرن الماضي العائلة بطروف مالية خانقة ما اضطرهم لترك عقارهم في بلدهم والانتقال للعيش في وارسو. في عام 1930 وعندما كانت كريستينا تبلغ الثانية والعشرين من العمر توفي والدها. انهارت امبرطورية جولدفيدر(أهل والدتها) المالية، وكان هناك القليل من المال لمساعدة الأرملة الكونتيسة ستيفانيا. عملت كريستينا التي لم ترد أن تكون عبئًا على أمها، لذا عملت عند وكلاء سيارات فيات، ولكنها مرضت بسبب دخان السيارات واضطرت لترك العمل. اعتقدت بدايةً بناءً على الظلال الموجودة في صورة الأشعة السينية لصدرها أنها تعاني من السل الذي قتل والدها. تلقت تعويضات من شركة التأمين الخاصة بمشغليها وأخذت بنصيحة طبيبها باستنشاق الهواء النظيف قدر ما تستطيع. بدأت بقضاء فترات طويلة تتمشى وتتزلج في جبال تاترا.
تزوجت كريستينا في الحادي والعشرين من أبريل عام 1930 من رجل أعمال شاب وهو جوستاو جيتيش في كنيسة معهد اللاهوت الروحي في وارسو. لم يتفق الزوجان وانتهى الزواج سريعًا دون ضغينة. فشلت علاقة حب لاحقة بعد أن رفضت والدة الشاب فكرة أن تلك المطلقة المُفلسة ستكون زوجةً لابنها.
يومًا ما وعلى منحدر زابكوني للتزلج فقدت كريستينا التحكم وأنقذها رجل ضخم دخل إلى مسار تزلجها وأوقف سقوطها. كان منقذها هو جيرزي جيكسكي الشخص اللامع متقلب المزاج والغضوب وغريب الأطوار الذي ينحدر من عائلة غنية من كامينيك بودلسكي (سابقًا كانت تتبع لبولندا في حقبة الاتحاد السوفييتي). في عمر الرابعة عشر تشاجر جيرزي مع والده وترك المنزل وسافر إلى الولايات المتحدة ليعمل كراعي بقر وباحث عن الذهب. أصبح في نهاية المطاف مؤلفًا وجاب العالم باحثًا عن أفكار لكتبه ومقالاته. كان يعرف أفريقيا جيدًا ويأمل أن يعود للعيش فيها يومًا ما.
في الثاني من نوفمبر عام 1938 تزوج جيرزي وكريستينا في كنيسة الإصلاح الإنجيلية في وارسو. بعد وقت قصير من قبول جيرزي لمنصب ديبلوماسي في إثيوبيا حيث شغل منصب القنصل العام لبولندا هناك حتى سبتمبر عام 1939 اجتاحت ألمانيا بولندا. قالت كريستينا عن جيرزي لاحقًا: «كان جيرزي بالنسبة لي بمثابة سيفينجالي (شخصية خيالية في رواية جورج دو مورييه) لسنوات عديدة بحيث لم يخطر على باله أبدًا أنني قد أهجره إلى الأبد».

## الحرب العالمية الثانية

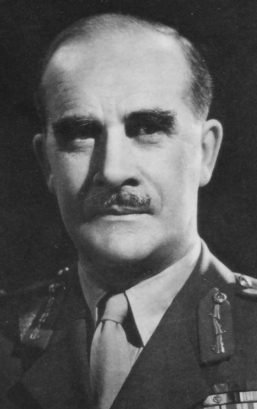
كولن جوبينز (1896-1976)، رئيس هيئة العمليات الخاصة 1943-1946

### لندن
أبحر الزوجان إلى لندن إبان اشتعال الحرب العالمية الثانية حيث سعت سكاربك إلى عرض خدماتها في الصراع ضد العدو المشترك. أظهرت السلطات البريطانية اهتمامًا قليلًا ولكنها اقتنعت في نهاية بالمطاف عن طريق معارف سكاربك بمن فيهم الصحفي فريدريك أوغسطس فويجت والذي عرّفها على جهاز الاستخبارات البريطاني.

### هنغاريا وبولندا
ذهبت سكاربك إلى هنغاريا وفي ديسمبر عام 1939 أقنعت المتزلج الأولمبي البولندي جان ماروسارز شقيق المتزلج الشمالي ستناسلاف ماروسارز بمرافقتها لعبور جبال التاترا المغطاة بالثلوج للدخول إلى المناطق التي يحتلها النازيون من بولندا. توسلت كريستينا أمها لتغادر بولندا دون جدوى. رفضت ستيفانيا سكاربك، إذ تعين عليها أن تبقى في وارسو لتعلم الفرنسية للأطفال الصغار، وماتت بعد فترة وجيزة على أيدي المحتلين الألمان في سجن باوياك في وارسو. صُمم السجن في منتصف القرن التاسع عشر على يد عم جدها فريدريك سكاربك  وهو مصلح سجون وعرّاب فريدريك شوبان والذي تعلم الفرنسية على يد والد شوبان.
رسم حادث يعود إلى زيارة كريستينا الأولى لبولندا في فبراير عام 1940 المخاطر اللاحقة التي واجهتها خلال عملها في موطنها المحتل. في مقهى بوارسو رحبت بها امرأة من معارفها قائلةً: «كريستينا! كريستينا سكاربك! ماذا تفعلين هنا؟ سمعنا أنك غادرت البلد!» عندما أنكرت كريستينا أن اسمها كريستينا سكاربك أجابتها المرأة أنها تُقسم أنها كريستينا سكاربك؛ التشابه كان متطابق بشكل لا يُخطئ. بعد أن غادرت المرأة ولتجنب إثارة الشكوك بقيت كريستينا لفترة قبل أن تغادر المقهى.
في هنغاريا التقت كريستينا بأندريه كوفيرسكي (1912-1988) الضابط بالجيش البولندي والذي استخدم لاحقًا الاسم الحربي البريطاني أندرو كينيدي. القت سكاربك به عندما كان طفلًا وواجهته لفترة قصيرة في زاكابوني قبل اندلاع الحرب. كان كوفيركسي، والذي فقد جزءًا من قدمه في حادث صيد قبل الحرب، مُجليًا للبولندين ولعسكر الحلفاء وجامع للمعلومات الاستخبارية. أظهرت كريستينا ميلها للحيلة عندما اعتُقلت هي وكوفيرسكي من قبل الجستابو في يناير عام 1941. حصلت كريستينا على إطلاق سراح لها ولكوفيرسكي عندما ادعت أن عندها أعراض الإصابة بالسل الرئوي من خلال قظم لسانها حتى النزف. كانت سكاربك مرتبطة عن بعد بالوصي الهنغاري الأدميرال ميكلوس هورثي إذ كان ابن عم لكريستينا من الجانب الأسود للعائلة متزوجًا بقريبة هورثي. هرب الاثنان من هنغاريا عن طريق البلقان وتركيا.
ساعدت كريستينا في تنظيم نظام من السعاة البولنديين والذي يحضرون تقارير استخبارية من وارسو إلى بودابيست. كان لودفيك بوبيل ابن عم كوفيرسكي يُهرب صواريخ مضادة للدبابات فريدة من نوعها من النموذج 35، كان بوبيل ينزع الأخمص والسبطانة لسهولة النقل. أخفت سكاربك هذه الصواريخ لفترة في شفتها في بودابيست. ومع ذلك لم تُستخدم تلك الصواريخ من قبل الحلفاء في الحرب لأن التصميمات والمواصفات دُمرت عمدًا قبل اشتعال الحرب ولم يكن هناك متسع من الوقت للهندسة العكسية. استُخدمت الصواريخ المقبوض عليها من قبل الألمان والإيطاليين.
بناءً على طلب المخابرات البريطانية نظمت كريستينا وكوفيرسكي مراقبةً للطرق البرية والحديدية والنهرية على الحدود الرومانية الألمانية. لكريستينا الفضل في تخريب الاتصالات الأساسية على نهر الدانوب بالإضافة إلى توفير معلومات استخبارية حيوية عن نقل النفط إلى ألمانيا من حقول النفط في مدينة بلويستي الرومانية.